# Daniela Alvarado
Daniela del Carmen Alvarado Álvarez (phát âm tiếng Tây Ban Nha: [daˈnjela alβaˈɾaðo]; sinh ngày 23 tháng 10 năm 1981 tại Caracas) là một nữ diễn viên truyền hình, nhà hát và điện ảnh người Venezuela. Cô là con gái của nam diễn viên Daniel Alvarado và nữ diễn viên Carmen Julia Álvarez  và có 6 anh em.
Cô đã nổi danh trên trường quốc tế với tư cách là ngôi sao của telenovela Juana la virgen của RCTV.

## Tiểu sử
Thông qua ảnh hưởng của cha mẹ, Daniela mạo hiểm bước vào thế giới diễn xuất từ năm 4 tuổi trong một bộ phim gây tranh cãi mang tên Macu: La Mujer del Policía. Sau đó, cô học múa ba lê và tham gia một nhóm nhảy trẻ em tên là Los Minipops. Kể từ đó, cô đã xuất hiện trong nhiều bộ phim truyền hình cho RCTV và Venevisión.

## Đóng phim
| Năm  | Dự án                         | Vai trò                                                 | Ghi chú        |
| ---- | ----------------------------- | ------------------------------------------------------- | -------------- |
| 1989 | La Revancha                   | Gabriela Santana                                        | Vai trò hỗ trợ |
| 1991 | La tees cấm                   | Marta "Martica" Gallardo Rivas                          | Vai trò hỗ trợ |
| 1992 | Divina obsesión               | Paula                                                   | Vai trò hỗ trợ |
| 1993 | El paseo de la gracia de Dios | Sofía                                                   | Vai trò hỗ trợ |
| 1995 | Amores de fin de siglo        | Gabriela Rossy Montalbán                                | Vai trò hỗ trợ |
| 1996 | La bất khả xâm phạm           | Virginia Calca                                          | Vai trò hỗ trợ |
| 1997 | Một todo corazón              | Melissa Rodríguez                                       | Vai trò chính  |
| 1999 | Mujercitas                    | Josefina "Jo" Bracho                                    | Vai trò chính  |
| 2000 | Mariú                         | María Eugenia Sampedro "Mariú" / María Cristina Vicario | Vai trò chính  |
| 2001 | Angélica Pecado               | Angélica Rodríguez                                      | Vai trò chính  |
| 2002 | Juana la virgen               | Juana Pérez                                             | Vai trò chính  |
| 2003 | La Invasora                   | Mariana del Carmen Guerra                               | Vai trò chính  |
| 2005 | Se solicita príncipe azul     | María Corina Del Valle Palmieri                         | Vai trò chính  |
| 2007 | Voltea pa 'que te enamores    | Dileidy María López                                     | Vai trò chính  |
| 2009 | Un esposeo para Estela        | Estela Margarita Morales                                | Vai trò chính  |
| 2010 | La tees perfecta              | Chính mình                                              | Vai trò khách  |
| 2012 | Mi ex me tiene ganas          | "Lalo" La Roca                                          | Vai trò chính  |
| 2015 | Một corazón                   | Hồ sơ                                                   | Vai trò khách  |

| Năm  | Dự án                  | Vai trò                             |
| ---- | ---------------------- | ----------------------------------- |
| 2004 | Punto y Raya           | Cormaroto Yosmar                    |
| 2006 | Chao Cristina          | Dulce Maria Acevedo                 |
| 2007 | 13 segundos            | Luisa                               |
| 2007 | Una abuela virgen      | Antonieta García / La Abuela Virgen |
| 2010 | Taita Bove             | Ines                                |
| 2012 | Azul y No Tân Rosa     | Patricia                            |
| 2013 | Esclavo de Dios        | Inés                                |
| 2016 | Solteras Indisponibles | Quay phim                           |